# Засєкіна Лариса Володимирівна
Лариса Володимирівна Засєкіна (нар. 15 березня 1973 року, м. Луцьк) — доктор психологічних наук, професор кафедри практичної та клінічної психології, проректор з науково-педагогічної роботи та міжнародної співпраці Волинського національного університету імені Лесі Українки.

## Із життєпису
У 1995 році здобула вищу освіту, на факультеті романо-германської філології Волинського державного університету в Луцьку. Після завершення навчання залишилась працювати в університеті, від 2007 до 2018 року — на посаді завідувача кафедри загальної та соціальної психології. Ступені кандидата та доктора психологічних наук захистила в Інституті психології імені Г. С. Костюка, у 2000 та 2006 роках відповідно.
У 2008 році перемогла в конкурсі іменних стипендій Верховної Ради для молодих вчених, стипендіат програми наукового обміну Кембриджського університету. 2010 року нагороджена грамотою, а у 2014-у — нагрудним знаком «Відмінник освіти» Міністерства освіти та науки України.
З 2014 року — заступник головного редактора наукового журналу «East European Journal of Psycholinguistics». У 2018 році — професор кафедри психології та педагогіки Національного університету «Острозька академія», з 2019 — проректор Волинського національного університету імені Лесі Українки, директор Українського центру психотравми.
Проводить наукові дослідження в галузі психолінгвістики, психології інтелекту та когнітивної психології.

## Вибрані праці
- Zasiekina, L., & Zasiekin, S. (2020). Verbal Emotional Disclosure of Moral Injury in Holodomor Survivors. Psycholinguistics, 28(1).
- Zasiekina, L., Hordovskya, T., & Kozihora, M. (2020). Understanding Language and Speech in the Voice of Collective Trauma. Psycholinguistics in a Modern World, 15, 84-88.
- Zasiekina, L. (2020). Trauma, Rememory and Language in Holodomor Survivors’ Narratives. Psycholinguistics, 27(1), 80-94.
- Schiff, M., Zasiekina, L., Pat-Horenczyk, R., & Benbenishty, R. (2020). COVID-Related Functional Difficulties and Concerns Among University Students During COVID-19 Pandemic: A Binational Perspective. Journal of Community Health, 1-9.
- Budin-Ljøsne, I., Friedman, B. B., Suri, S., Solé-Padullés, C., Düzel, S., Drevon, C. A., … & Carver, R. B., Zasiekina, L.V. (2020). The Global Brain Health Survey: Development of a Multi-Language Survey of Public Views on Brain Health. Frontiers in Public Health, 8, 387.
- Zasiekina, L., Kennison, S., Zasiekin, S., & Khvorost, K. (2019). Psycholinguistic Markers of Autobiographical and Traumatic Memory. East European Journal of Psycholinguistics, 6(2), 119—133.
- Zasiekina, L., & Zhuravlova, O. (2019). Acculturating Stress, Language Anxiety and Procrastination of International Students in the Academic Settings. Psycholinguistics, 26(1), 126—140.
- Zasiekina, L., Khvorost, K., & Zasiekina, D. (2018). Traumatic Narrative in Psycholinguistic Study Dimension. Psycholinguistics, 23(1), 47-59.
- Zasiekina, L. (2018). Neuro-cognitive Underpinning of Co-morbidity between Developmental Dyslexia and Attention-Deficit Hyperactivity Disorder (ADHD). Psycholinguistics, 24(1), 134—148.
- Zasiekina, L. (2018). Expressed Emotion Towards Individuals with Mental and Physical Health Conditions: A Structured Literature Review. East European Journal of Psycholinguistics, 5(2), 108—117.